# 2. Generationsindvandrere
2. Generationsindvandrere er en dokumentarfilm fra 1995, der er instrueret af Inge Termansen efter manuskript af samme.

## Handling
Vi følger Stella, 2. generationsindvandrer med rødder i Pakistan gift med danske Jesper. Stella fortæller om sit liv, familiesammenholdet og hvor svært det er at få de to verdener til at mødes.